# Banca García-Calamarte
El Banco García Calamarte fue una institución bancaria española fundada por Tomás Enrique García-Calamarte en 1865.
Desde 1924 tenía su sede central en el Palacio de Lorite, junto al Banco de España, en la calle de Alcalá de Madrid, esquina a la calle del Marqués de Cubas.
Una persona destacada fue su director y consejero delegado, el economista y escritor Manuel Gumucio Villoldo.
Fue absorbido por el Banco Pastor en 1942.